# Pehr Loefling
Pehr Löfling (31 de gener de 1729 – 22 de febrer de 1756) va ser un botànic suec i deixeble de Carl Linnaeus.

## Biografia
Löfling nasqué a Tollsforsbro. Estudià a la Universitat d'Uppsala, on assistí a cursos de Carl von Linné. Quan l'ambaixador espanyol demanà a Linneu que seleccionés botànics per a les colònies americanes, Linneu escollí Loefling el qual anà a Espanya el 1751 per aprendre castellà i s'embarcà amb altres científics rumb a Amèrica del Sud el febrer de 1754. Ell tingué el càrrec principal dins el departament d'història natural, i va ser ajudat per dos joves doctors espanyols. Morí a San Antonio de Caroní (Guayana, Veneçuela). Els manuscrits de Loefling, van ser conservats pels seus dos ajudants.

## Llegat
Linnæus va fer servir el nom de Loeflingia per un gènere de plantes dins la família Caryophyllaceae, una espècie de les quals creix silvestre a Espanya i les altres a Hispanoamèrica.
El parc Loefling a Ciudad Guayana, Veneçuela rep el seu nom.
Linnaeus publicà postúmament la seva Iter Hispanicum, eller resa til Spanska Länderna uti Europa och America 1751 til 1756 in 1758.
Signatura abreujada com a botànic: Loefl.